# Spoleto
Spoleto és una ciutat d'Itàlia a la regió d'Úmbria, província de Perusa, amb una població de 39.339 habitants l'any 2010.

## Història
Spoletium (grec antic: Σπωλήτιον) va ser una ciutat de l'Úmbria, entre Interamna (Terni) i Trebia (Trevi) a uns 15 km al sud del naixement del Clitumnus.
No és esmentada abans de l'establiment de la colònia romana (de dret llatí) l'any 240 aC, just després del final de la Primera Guerra Púnica. El 217 aC, després de la batalla del llac Trasimè, Hanníbal va avançar fins a les portes de la ciutat i la va assaltar, però no va poder conquerir-la, perquè els defensors la van defensar amb tanta força que el van fer fugir i creuar els Apenins.
L'any 209 aC, va ser una de les colònies que es va distingir per la seva fidelitat a Roma durant la Segona Guerra Púnica. Després no se'n parla gaire, però se sap que va ser una ciutat important. El 167 aC, el senat la va escollir com a lloc de confinament del rei Gentius d'Il·líria i els seus fills, però la ciutat va rebutjar l'honor i llavors els presoners van ser portats a Iguvium.
En la guerra civil entre Gai Mari i Sul·la va patir severament. L'any 82 aC, es va lliurar una batalla entre Gneu Pompeu i Marc Licini Cras, generals de Sul·la, i Gai Carrines, legat de Gneu Papiri Carbó, just davant de la ciutat. Carrines va ser derrotat i es va haver de refugiar darrere els murs de la ciutat. Després de la victòria de Sul·la, la ciutat va ser castigada severament, i el seu territori confiscat per l'establiment d'una colònia militar.
Luci Anneu Flor l'anomena en aquest temps municipia Italiae splendidissima, segurament una exageració retòrica. Ciceró, al cap d'un temps, l'esmenta com colònia Latina in primis firma et illustris. La Llei Julia de civitate italis danda la va fer municipi com altres colònies llatines i el títol de colònia ja no el va a obtenir més, segons sembla, tot i que va rebre diverses tongades de colons.
En la Guerra de Perusa l'any 41 aC, va ser el lloc de retirada de Luci Munaci Planc després de ser derrotat per Octavi.
Sota l'Imperi, va continuar sent un municipi important i pròsper. Emilià era acampat prop de la ciutat quan la mort dels seus rivals Trebonià Gal i Volusià li va donar l'imperi, i aquí mateix va morir assassinat pels seus soldats després d'un regnat de només tres mesos.
A la caiguda de l'Imperi l'any 476, i després del període d'Odoacre, va passar als ostrogots (493) fins que el 534 Belisari la va recuperar. L'any 543, la va ocupar Tòtila i va destruir parcialment les seves fortificacions; quan Narses la va conquerir el 555 va restaurar les muralles destruïdes. El 570, els longobards se la van fer seva i hi van establir la seu d'un ducat.
Va ser unida al Regne napoleònic d'Itàlia l'any 1805 i va constituir el departament del Trasimè (Trasimène) el 1809. Va tornar al Papa el 1814. L'any 1860, va passar al Regne de Sardenya-Piemont que va esdevenir tot seguit Regne d'Itàlia.

## Personatges il·lustres
- Gai Carvili, militar romà que va participar en la Tercera Guerra Macedònica.